# Ohanes
Ohanes és una localitat de la província d'Almeria, Andalusia. L'any 2005 tenia 795 habitants. La seva extensió superficial és de 32 km² i té una densitat de 24,8 hab/km². Les seves coordenades geogràfiques són 37° 02′ N, 2° 44′ O. Està situada a una altitud de 958 metres i a 52 quilòmetres de la capital de la província, Almeria.

## Demografia
| 1996 | 1998 | 1999 | 2000 | 2001 | 2002 | 2003 | 2004 | 2005 | 2006 |
| ---- | ---- | ---- | ---- | ---- | ---- | ---- | ---- | ---- | ---- |
| 817  | 811  | 784  | 765  | 749  | 766  | 766  | 822  | 795  | 765  |